# Edwin Starr
Edwin Starr, född Charles Edwin Hatcher 21 januari 1942 i Nashville, Tennessee, död 2 april 2003 i Bramcote i Nottinghamshire i England, var en amerikansk soulsångare. Mest känd är han för låten "War", en av de mest kända protestsångerna mot Vietnamkriget, som låg etta på Billboardlistan 1970.
Starr fick sin första hitsingel 1965 med låten "Agent Double O'Soul" som nådde plats 21 på Billboard Hot 100-listan. Hans genombrott i Storbritannien blev "Stop Her On Sight (SOS)" från 1966, som i en nyutgåva 1968 nådde #11 på UK Singles Chart. Året därpå fick han sin dittills största framgång i hemlandet USA med låten "25 Miles" som nådde #6 på singellistan.
1970 släpptes hans inspelning av låten "War". Från början var låten inspelad av The Temptations och finns med som spår på deras album Psychedelic Shack. Låten spelades i radio men Motown ville inte lansera en så politiskt laddad låt med en av deras populäraste grupper, så producenten Norman Whitfield spelade istället in låten med Starr och gav ut den som singel. Efter den stora framgången med "War" gavs en singel med liknande tema ut, "Stop the War Now" men denna blev inte lika framgångsrik.
Efter att ha hamnat i skymundan under 1970-talet gjorde han comeback 1979 med två discosinglar, "Contact" och "H.A.P.P.Y. Radio" som blev hits i Storbritannien. Han var sedan bosatt i Storbritannien och dog där 2003 efter att ha drabbats av en hjärtattack.

## Diskografi
- Soul Master (1968)
- 25 Miles (1969)
- Just We Two (1969)
- War & Peace (1970)
- Involved (1971)
- Hell up in Harlem (1974)
- Free to Be Myself (1975)
- Afternoon Sunshine (1977)
- Edwin Starr (1977)
- Clean (1978)
- H.A.P.P.Y. Radio (1979)
- Ear Candy (1980)
- Stronger Than You Think I Am (1980)
- For Sale (1983)